# Feargus Urquhart

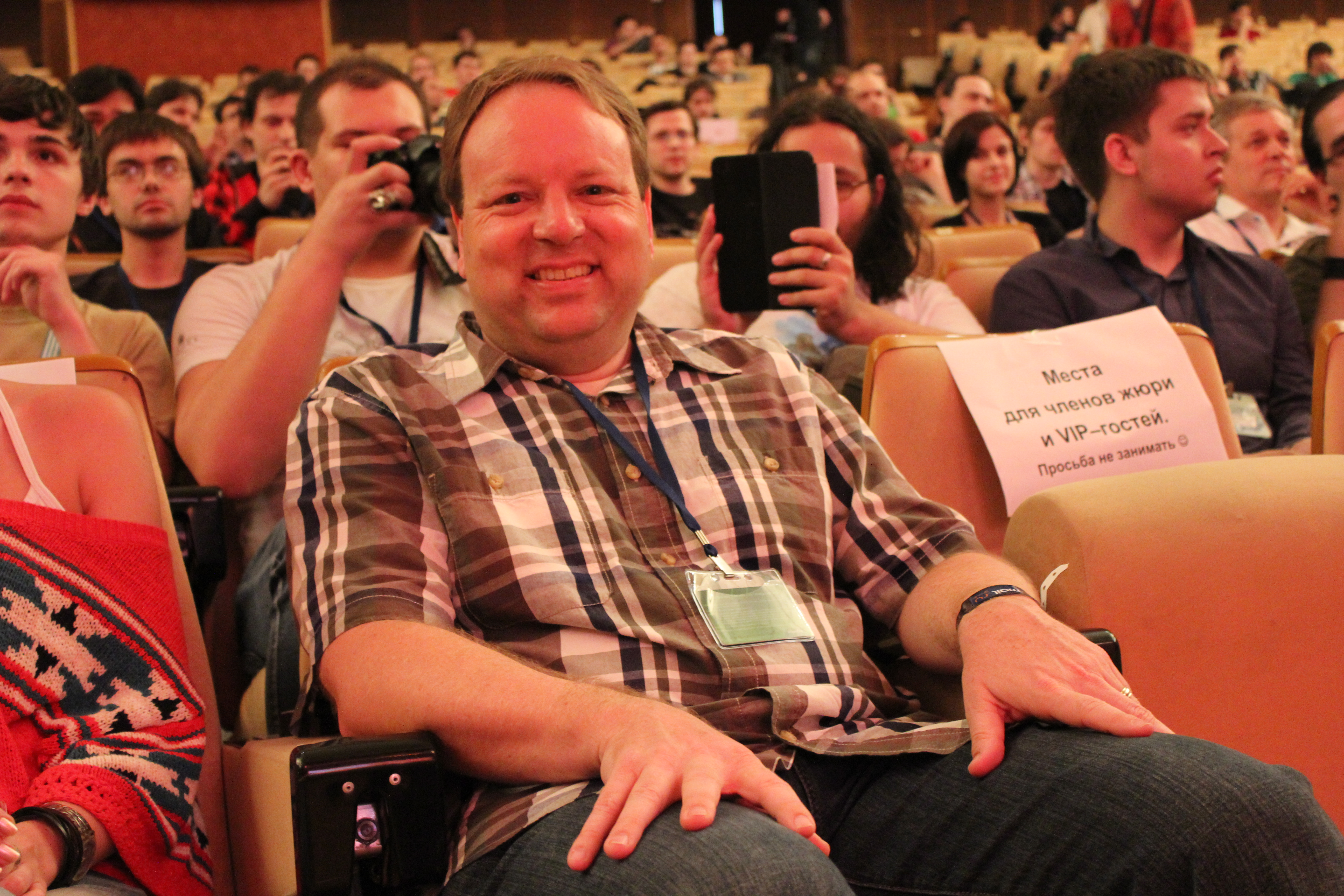
Urquhart auf der Russian Game Developers Conference KRI 2013

Feargus MacRae Urquhart (* 19. April 1970) ist ein US-amerikanischer Spieleentwickler. Urquhart war lange Zeit Leiter des auf Computer-Rollenspiele spezialisierten Entwicklers Black Isle Studios, bis er das Unternehmen 2003 zusammen mit einigen anderen Mitarbeitern verließ und Obsidian Entertainment gründete. Dort fungiert er seither als Geschäftsführer.

## Privates
Feargus Urquhart ist der Sohn von Robert William Urquhart und hat eine Schwester namens Jessica Christine Urquhart. Der Nachname Urquhart leitet sich ab von der schottischen Burgruine Urquhart Castle nahe Loch Ness. Urquhart ist verheiratet mit Margo Urquhart, mit der er mehrere gemeinsame Kinder hat.

## Karriere
Urquhart begann seine Karriere als Spieleentwickler beim US-amerikanischen Publisher Interplay Entertainment. 1991 stieg er dort als Tester in Teilzeit ein (The Bard’s Tale Construction Set, Out of This World) und arbeitete unter anderem auch als Handbuchschreiber (The Lost Vikings, Clay Fighter). 1993 erhielt er eine Vollzeitstelle als Assistant Producer. Es folgten Beförderungen im Jahresabstand, 1994 zum Associate Producer, 1995 zum Producer. 1996 wurde er schließlich Division Director der Rollenspielabteilung von Interplay, die seit 1998 unter dem Namen Black Isle Studios firmierte, während er gleichzeitig den Titel eines President erhielt. Benannt wurde das Studio dabei nach der Insel Black Isle aus Urquharts schottischer Heimat. Neben Eigenentwicklungen wie Fallout betreute das Studio vor allem die von Interplay erworbenen Softwarelizenzen für das Rollenspielregelwerk Dungeons & Dragons. Als Studioleiter beaufsichtigte Urquhart sämtliche Projekte des Entwicklers, übernahm aber auch weiterhin Produzentenaufgaben für diverse Interplaytitel, darunter das erste Spiel des kanadischen Entwicklers BioWare mit dem Titel Shattered Steel. Währenddessen Entwicklung erhielt Urquhart Einblicke in BioWares Tech-Demo einer neuen Spielengine mit der Bezeichnung Battleground Infinity. Auf Vorschlag Urquharts wurde die Infinity-Engine für die Entwicklung eines D&D-Rollenspiels eingesetzt. BioWare erhielt von Interplay einen entsprechenden Auftrag und entwickelte unter der Aufsicht von Urquharts Black Isle Studios die erfolgreichen Titel Baldur’s Gate und Baldur’s Gate II: Schatten von Amn, während Black Isle selbst auf Basis der Infinity-Engine die spielerisch verwandten Titel Planescape: Torment, Icewind Dale und Icewind Dale II entwickelte.
Nach zwölf Jahren Betriebszugehörigkeit verließ er Interplay im April 2003, da es zwischen ihm und der Interplay-Geschäftsführung unterschiedliche Ansichten über die Ausrichtung des Unternehmens gab. Interplay arbeitete bereits seit mehreren Jahren defizitär und verlor die D&D-Lizenz, sodass Black Isle die seit zwei Jahren laufenden Arbeiten an Baldur's Gate 3: The Black Hound (interner Arbeitstitel: Project Jefferson) einstellen musste. Laut Urquhart begann sich Interplay zudem verstärkt auf den Konsolenmarkt zu konzentrieren, und obwohl Black Isle mit Baldur’s Gate: Dark Alliance das erfolgreichste Konsolenspiel des Unternehmens produziert hatte, spielte das Studio in den strategischen Planungen des Interplay-Managements eine untergeordnete Rolle und erhielt zunehmend weniger Unterstützung. 2003 gründete er zusammen mit seinen ehemaligen Black-Isle-Kollegen Chris Parker, Darren Monahan, Chris Avellone und Chris Jones das Entwicklerstudio Obsidian Entertainment, das er seither als CEO und President leitet. 2009 wurde er vom Spielemagazin IGN zu den 100 besten Spieleentwicklern aller Zeiten gezählt.

## Ludografie (Auszug)
Als Designer:
- 1992: Castles II: Siege & Conquest
- 1999: Fallout 2

Als Produzent:
- 1994: Blackthorne (Sega 32X)
- 1994: Heart of the Alien
- 1996: Shattered Steel
- 1996: Solitaire Deluxe
- 1997: Norse by Norsewest: The Return of the Lost Vikings
- 2004: Star Wars: Knights of the Old Republic II: The Sith Lords
- 2007: Neverwinter Nights 2: Mask of the Betrayer
- 2008: Neverwinter Nights 2: Storm of Zehir